# Cerreto d'Asti
Cerreto d'Asti es una localidad y comune italiana de la provincia de Asti, región de Piamonte, con 261 habitantes.

## Evolución demográfica
| Gráfica de evolución demográfica de Cerreto d'Asti entre 1861 y 2001 |
|                                                                      |
| Fuente ISTAT - elaboración gráfica de Wikipedia                      |

## Honores
El asteroide (43881) Cerreto fue nombrado así por esta localidad.